# MCS (azienda)
MCS è un brand di abbigliamento fondato nel 1987 in Italia con il nome di Marlboro Classics e propone prodotti ispirati al West Americano.

## Storia
Fondata nel 1987 come Marlboro Classics, è stata di proprietà del gruppo industriale Valentino Fashion Group. Diventò poi di proprietà del gruppo inglese Emerisque Group con sede a Londra fino al fallimento, nell'ottobre 2017. Nell'anno successivo è stata acquisita sotto licenza esclusiva da Central Way per il solo mercato francese, e da Nemesis s.r.l per il mercato EMEA .